# Volteig

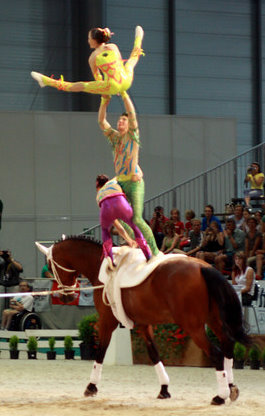
Equip austríac al Campionat del Món del 2008, realitzat a Brno (República Txeca)

El volteig és un esport eqüestre. Aquesta disciplina destaca sobretot per la seva dificultat, ja que consisteix en la realització d'una sèrie d'exercicis gimnàstics que el genet ha de practicar sobre el cavall mentre aquest està en moviment. El cavall treballa en un cercle de 20 m de diàmetre en una pista de sorra sota el control d'una persona situada al mig que el domina per mitjà d'una corda.
El volteig és una de les últimes disciplines incorporades dins de la Federació Eqüestre Internacional. Els concursos es realitzen en forma de grup (6 a 8 voltejadors), doble o individual. En les tres categories els participants han de presentar exercicis obligatoris i una coreografia amb exercicis de creació lliure. Les tombarelles, d'un, de dos o tres, actuen al compàs d'una música. Execució, harmonia amb el cavall, projecció artística, originalitat, són alguns dels punts determinants per a l'avaluació dels jutges. Aquesta disciplina es pot considerar la gimnàstica rítmica de l'hípica. (Un dels millors clubs de volteig és el club volteig spirit, que es practica a Tordera)

## Història
Aquesta disciplina és una derivació d'antigues pràctiques eqüestres relacionades amb l'àmbit militar. Des dels mongols comandats per Genguis Kan fins a les últimes Escoles Militars de Cavalleria, l'acrobàcia a cavall ha constituït una forma d'entrenament per afrontar de la millor forma els combats més durs durant les guerres.
Com a esport, els antecedents es remunten a l'antiga Roma, quan al costat de curses de cavalls i de carruatges, arcuació, llançament de javelina, esgrima i boxa, es practicaven coreografies acrobàtiques sobre cavalls a ple galop que constituïen el programa educacional i d'esbarjo dels joves romans d'alt nivell social.

## Participants
- Els volteadors: són responsables no solament de si mateixos, sinó també dels seus companys i del cavall.
- Els conductors de corda: són els especialistes que manegen el cavall.
- Els cavalls: han de ser submisos i tenir un galop amb ritme.